# 상대론적 분사출

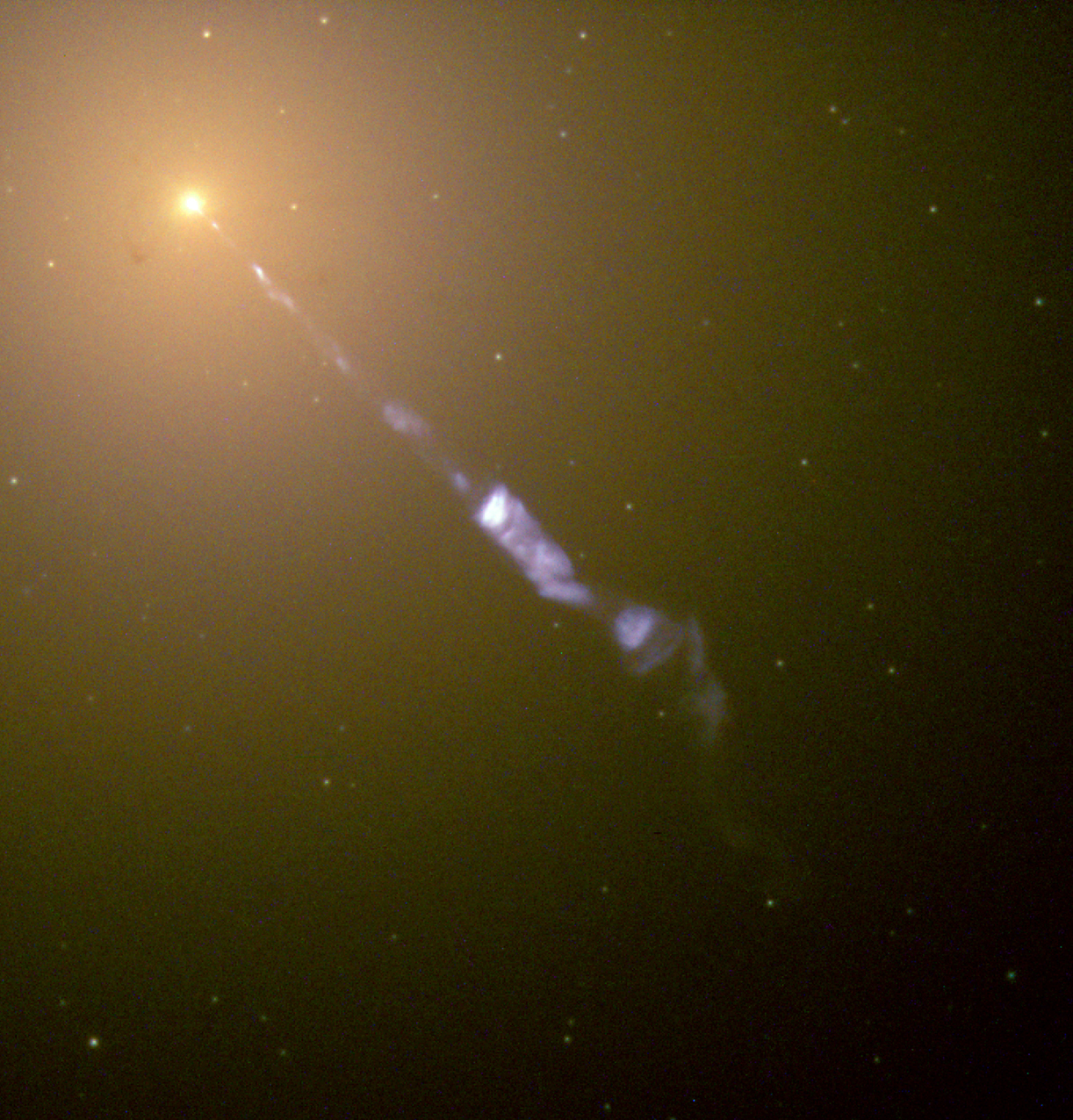
메시에 87에서는 제트가 하나만 관측된다.

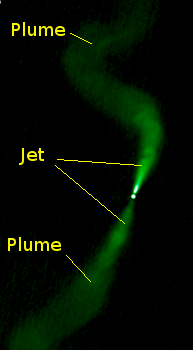
3C 31은 제트 한 쌍이 모두 관측된다.

상대론적 분사출(相對論的噴射出, Relativistic beaming), 또는 도플러 분사출(Doppler beaming), 전조등 효과(headlight effect)란 광속에 가까운 속도로 움직이는 물질 방출 현상의 겉보기 광도가 상대성 효과에 의해 변하는 과정이다. 천문학에서 말하는 상대론적 분사출은 보통 물질을 강착하는 밀집성 중심에서 서로 반대 방향으로 발생하는 한 쌍의 상대론적 제트에서 발생한다. 밀집성 주위의 강착과 상대론적 제트 원리는 엑스선쌍성, 감마선폭발, 활동은하핵(AGN) 등의 현상을 설명할 때 적용된다. 준성전파원 역시 그 원리가 적용되는 천체이나, 엄밀히 따져 AGN의 특정 종류에 불과한 것으로 생각된다.
상대론적 분사출(이하 분사출)은 마치 등대처럼 광원의 겉보기 밝기에 영향을 미친다. 배에서 보기에 등대는 매우 어둡거나 거의 보이지 않고, 등대의 방향이 정확히 배 쪽을 향할 때만 매우 밝게 보인다. 이 소위 등대효과(lighthouse effect)를 이해한다면, 상대론적 분사출 효과에서 관찰자에 대한 천체의 운동 방향이 차지하는 중요성을 알 수 있다. 만약 전자기 복사를 방출하는 가스 덩어리가 관찰자를 향해 움직이고 있다면, 그것은 움직이지 않을 때보다 더 밝게 보일 것이다. 반면 가스 덩어리가 관찰자 쪽으로 움직이지 않는다면 원래보다 더 어둡게 보일 수 있다. 천문학에서 이 효과의 중요성은 메시에 87 은하와 3C 31 은하에서 각각 발견된 활동은하핵 제트를 비교해 보면 알 수 있다(우측 사진 참조) 한 쌍의 제트 중 한 쪽 제트는 곧장 지구 방향으로, 나머지 한 제트는 정반대 방향으로 움직이는 경우, 메시에 87처럼 보이게 된다. 한편, 메시에 87의 제트 중 지구 방향으로 나오는 것은 망원경으로 분명하게 볼 수 있고(사진에서 길고 가느다란 파란색 물체) 또 분사출 효과로 인해 훨씬 밝아 보이지만, 지구에서 멀어지는 방향의 다른 제트는 분사출 효과로 인해 훨씬 희미해져서 거의 보이지 않는다. 3C 31은 메시에 87과 달리 제트의 분출 방향이 우리 시선과 거의 직각을 이루고 있으며, 제트 한 쌍이 같은 양의 분사출 효과를 받는다. 때문에 메시에 87과 달리 3C 31의 제트 한 쌍은 둘 다 관측 가능하다. 다만 시선 방향에 대해 정확히 직각을 이루는 것은 아니기 때문에, 지구에 좀더 가까운 위쪽 제트가 조금 더 밝게 보인다.
상대론적으로 움직이는 천체는 여러 가지 물리 효과의 영향을 받아 분사출 효과를 나타낸다. 상대론적 광행차로 인해 방출되는 광자 대부분이 천체의 운동 방향으로 방출되고, 도플러 효과로 인해 광자가 적색 또는 청색편이를 일으켜 에너지가 변화한다. 또한 시간지연으로 인해 방출 천체와 나란하게 움직이는 시계로 측정한 시간과 지구의 관찰자가 측정한 시간이 달라지고, 그로 인해 발생하는 시간 간격은 광자가 도착하는 시간에 영향을 미친다. 이런저런 효과들로 인해 천체의 밝기, 즉 겉보기 광도가 변하는 것은 상대론적 도플러 효과 방정식으로 결정된다. 때문에 상대론적 분사출을 도플러 분사출이라고도 부른다.

## 같이 보기
- 제트 (천문학)